# Vinhas do Cabo

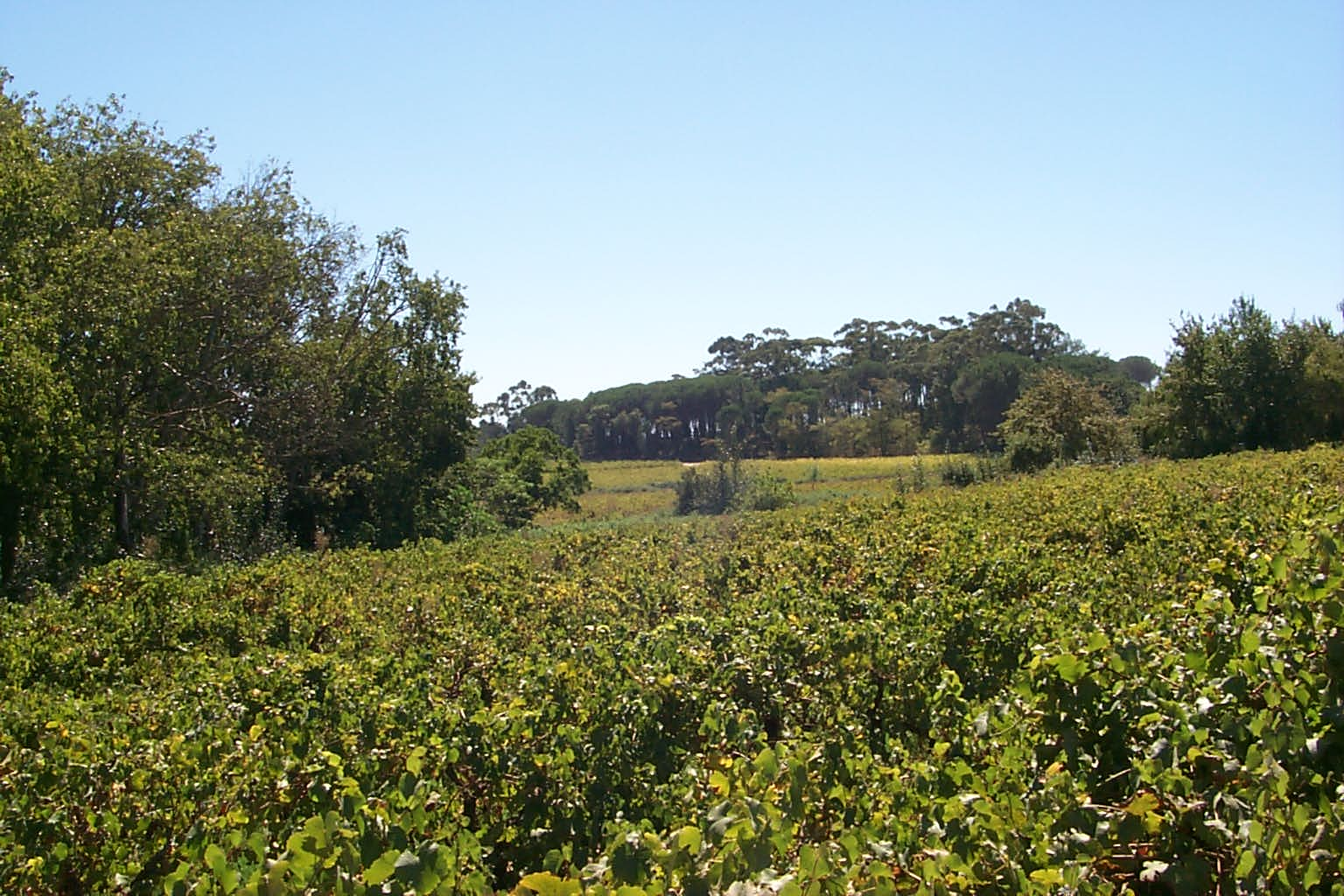
Campos cultivados com vinhas na região das Vinhas do Cabo.

As Vinhas do Cabo (em inglês:  Cape Winelands), também conhecida como Boland, é uma região do Cabo Ocidental, na África do Sul. Constitui a maior zona vinícola do país.